# 津田信糺
津田 信糺（つだ のぶただ）は、安土桃山時代の武将、江戸時代前期の武士。織田信雄の家臣。次いで蜂須賀氏に仕えて徳島藩士となる。通称は勝三郎、久兵衛。

## 略歴
織田信勝（信行）の子。母は春田刑部の娘。津田信澄は兄。
天正11年（1583年）10月11日、当時の織田家当主の織田信雄から、井塞郷200貫文を与えられた。
天正14年（1586年）7月22日、信雄は信糺に尾張国益田郷に465貫文の知行を与えた。後に阿波国へ渡り、蜂須賀家政に仕えた。